# Cure iz Jerseyja
Cure iz Jerseya (eng. Jerseylicious) je američka dokumentarna sapunica i reality show. Serija se počela emitirati na  Style Networku u ožujku 2010., i ubrzo je postala najgledaniji program te američke kabelske televizijske postaje. Sva tri finala tog serijala pratilo je preko milijun gledatelja, a ove godine je već najavljeno i emitiranje četvrte sezone.

## Uloge
- Gayle Giacomo: vlasnica salona „Gatsby“, kojeg je naslijedila od prvog supruga koji je umro od srčanog udara.
- Christy Pereira:  Gayleina kći koja se ne nosi lako sa sve veći pritiskom. Odnedavno je postala majka, ali svejedno radi predano jer želi pomoći u promociji salona.
- Olivia Blois Sharpe:mlada vizažistica koju privlači drama gdje god da je. Njezin konačni cilj je otvaranje vlastitog salona u kojem će dominirati stolice sa zebra uzorkom, modna pista i savršena usluga.
- Tracy DiMarco: zadivljujuća frizerka koja radi čudesne kreacije s kosom. Za manje od dvije godine postigla je nevjerojatan uspjeh u svojoj branši.
- Gigi Liscio: frizerka koja se silno želi udati i imati krasnu djecu – ali još nema dečka koji bi upotpunio njezin san… Posljednji dečko bio je Frankie s kojim se pokušava pomiriti…
- Anthony Lombardi: Postao frizer samo kako bi bio što bliže djevojkama, a zaposlio se u „Gatsbyju“ jer čeka završetak preuređenja svog vlastitog salona.
- Alexa Prisco:  Poduzetnica koja si je osmislila nadimak koji joj pomaže privući više klijentica koje žele izgledati lijepo na dan svojeg vjenčanja. No ona ne voli tipične frizure i vjenčanice, što zna šokirati one koji se nisu nikada upoznali s njenim radom.
- Briella Calafiore: Olivijina nabolja prijateljica i prava kraljica drame koja sanja o vlastitom salonu u kojem će sve biti puno Budinih kipova.

## Vanjske poveznice
- Cure iz Jerseya u internetskoj bazi filmova IMDb-a